# Маргарет Фулер
Сара Маргарет Фулер Осоли (23. мај 1810 — 19. јул 1850) познатија као Маргарет Фулер, била је америчка новинарка, уредница, критичарка и заговорница права жена повезана са америчким покретом трансцендентализма.. Била је прва жена критичар и рецензент књига из области новинарства у Америци. Њена књига Жена у деветнаестом веку сматра се првим већим феминистичким делом у Америци.

## Живот и породица
Сара Маргарет Фулер рођена је 23. маја 1810. године у Кембриџу (Масачусетс) као прво дете конгресмена Тимотија фулера и Маргарет Крејн Фулер. Име је добила по баки са мајчине стране. Отац ју је научио да чита и пише и било јој је забрањено да чита типичне феминистичке књиге и романтичне новеле и романе. Касније у току учења увео јој је и латински језик да би ускоро могла сама да преводи једноставније одломке од Вергилија. Касније је Маргарет за своје ноћне море и месечарење у детињству кривила очеву претерану љубав и његово вредновање тачности и прецизности.
Током дана Маргарет је проводила време са својом мајком која ју је подучавала кућним пословима и шивењу.
Године 1817. рођен је њен брат Вилијам Хенри Фулер, а исте године је и њен отац изабран за посланика у конгресу Сједињених Америчких Држава.
Маргарет је започела формално образовање 1819. године у школи у Кембриџпорту, да би касније била пребачена у женску школу у Гротону. После две године је напустила школу и вратила се кући где је кренула да изучава класичне науке, језике и светску литературу.

## Каријера
Маргарет је била страствени читалац и већ у тридесетој години је важила за најбољег читаоца у свих шест области нове Енглеске.
Своје знање је искористила за давање приватних часова по угледу на стил познате едукаторке тог времена Елизабет Палмер. Њено прво објављено дело је изашло 1834. године у North American Review часопису. 1836. године добија посао у школи у Бостону, где се задржала годину дана, да би након тога прешла у школу на Провиденсу.
Октобра 1839. године Ралф Волдо Емерсон, један од познатијих интелектуалаца 19. века позива Маргарет да буде уредник трансценденталистичког часописа The Dial што је она прихватила на основу претходног њиховог познанства, где се задржала две године. У лето 1843. године отпутовала је у Чикаго, Милвоки, Нијагарине водопаде, Бафало и Њујорк где је током обиласка разговарала и са представницима индијанаца из племена Отава и Оџибва. Своја искуства са путовања је описала у својој књизи под називом Лето на језерима чије писање је завршила на свој 34. рођендан. Желећи више да сазна о региону Великог језера које је обишла на том путовању тражила је и добила дозволу да истраживања области обави у библиотеци на Харварду, чиме је постала прва жена којој је дозвољено да користи њихову библиотеку.
Године 1845. је нека своја ранија дела проширила и објавила књигу под називом Жена у деветнаестом веку. Књига се бавила питањима која су се тицала улоге жена у америчкој демократији и њених мишљења о могућностима за побољшањем тренутне ситуације жена. Од тог тренутка књига је постала један од главних докумената везаних за феминизам и сматра се првим те врсте у Америци.

### Живот и рад у Европи
Њујоршка трибуна је 1846. године послала Маргарет у Европу, тачније у Енглеску и Италију да буде њихова прва страна дописница. Током наредне четири године доставила је 48 дописничких извештаја где је интервјуисала многе познате личности тог времена, укључујући Жоржа Санда и Томаса Карлајла.
У Енглеској је упознала италијанског револуционара Ђованија Осолија након чега се убрзо удала за њега, после чега су се преселили у Фиренцу. Године 1848. пар добија мушко дете којем су дали име Анђело.
Пар је подржавао револуцију Ђузепеа Мацинија за успостављање Римске Републике, а када је насилна револуција угушена морали су да се одселе из Италије и одлучили да се преселе у Америку. У међувремену је кренула да пише књигу о историји Римске Републике.
Након бега из Италије, преко Француске су кренули на петонедељно путовање трговачким бродом Елизабет који је превозио мермер у Америку. Током путовања капетан брода је умро од малих богиња, кад је заражен и њихов син, али се он опоравио.
Вероватно због неискусног заменика капетана брод се 19. јула 1850. године закуцао у спруд на само 100 метара од Фајер Ајланда и америчке обале. Породица тај бродолом није преживела.
Тела породице никад нису нађена. Једино шта је остало од њихових ствари је нешто дечије гардеробе, неколико писама и рукопис Маргарет о успону и паду Римске републике.